# Agrilus hattorii
Agrilus hattorii é uma espécie de inseto do género Agrilus, família Buprestidae, ordem Coleoptera.
Foi descrita cientificamente por Nakane, 1983.